# 畠山義宣 (安土桃山時代)
畠山 義宣（はたけやま よしのぶ）は戦国時代から安土桃山時代にかけての武士。信頼のおける史料や『尊卑分脈』、「両畠山系図」、「畠山系図」に名前は見えず、実在性は不明。天文年間以降に活動が見られることから、享禄5年6月15日（1532年7月17日）に死去した畠山義堯とは別人である。

## 概要
「泰国文書」によると、身体が弱かったために和泉国に住み三松感心斎を名乗ったという。『姓氏家系大辞典』に引用された星田義量作成の系図によると、畠山稙長の子で河内守を名乗り、河内国の三本松城を居城としたことから三本松を称したとされる。
『本朝通鑑』によると義宣は細川氏綱方として活動していた畠山尾州家の畠山政国らとは異なり、細川晴元・三好長慶方として活動していた。天文16年（1547年）4月に細川晴元や三好長慶と共に入洛し東山に陣取った。5月には晴元や長慶、細川持隆（実名は氏之）と共に摂津国芥川山城に籠っていた細川氏綱方の薬師寺与一を攻めている。7月には再び晴元が入洛しており、義宣は木沢氏の人物と共に洛外に駐屯している。同月21日に摂津国東成郡の舎利寺（現在の大阪市生野区）周辺で舎利寺の戦いが勃発したが、畠山尾州家当主・畠山政国は細川氏綱方として戦っていたものの、義宣は三好氏方として戦っており、先鋒を務めている。
弘治3年（1557年）7月には子の孫九郎重政が和泉国佐味に出陣し、翌月には義宣が反三好氏に転じて紀伊国に帰陣している。
永禄4年（1561年）3月には和泉国松崎城の三淵晴員が畠山氏の靡下となったことで三好氏に落城させられた。この際、義宣と畠山政頼（後の秋高）は敗北して信達城に撤退している。
永禄11年（1568年）11月（『畠山家譜』では永禄12年（1569年）のこととされる）には織田信長の上洛によって畠山氏による河内国の高屋城支配を安堵され、秋高が高屋城に復帰した。この際、義宣は老年であることを理由に秋高に城主の立場を譲り、和泉国三松郷に閑居して三松入道と名乗ったという。
天正5年（1577年）10月1日には松永久秀や畠山昭宣（秋高の子とされる）と共に織田信長に反旗を翻し、海老名友清・森正友と共に片岡城に籠った。しかし明智光秀・細川藤孝・筒井順慶に敗死させられ、片岡城内に葬られた。戦後義宣の霊を弔うために三松八幡社が創建され、その後火幡神社となったとする伝承が「泰国文書」に記録されている。